# Plateros subfurcatus
Plateros subfurcatus är en skalbaggsart som beskrevs av Green 1953. Plateros subfurcatus ingår i släktet Plateros och familjen rödvingebaggar. Inga underarter finns listade i Catalogue of Life.